# Меле (Кальвадос)
Меле́ (фр. Meslay) — коммуна во Франции, находится в регионе Нижняя Нормандия. Департамент коммуны — Кальвадос. Входит в состав кантона Тюри-Аркур. Округ коммуны — Кан.
Код INSEE коммуны — 14411.

## Население
Население коммуны на 2010 год составляло 213 человек.
| 1962 | 1968 | 1975 | 1982 | 1990 | 1999 | 2010 |
| ---- | ---- | ---- | ---- | ---- | ---- | ---- |
| 208  | 196  | 187  | 193  | 208  | 195  | 213  |

## Экономика
В 2010 году среди 136 человек трудоспособного возраста (15—64 лет) 98 были экономически активными, 38 — неактивными (показатель активности — 72,1 %, в 1999 году было 72,9 %). Из 98 активных жителей работали 92 человека (51 мужчина и 41 женщина), безработных было 6 (1 мужчина и 5 женщин). Среди 38 неактивных 6 человек были учениками или студентами, 16 — пенсионерами, 16 были неактивными по другим причинам.